# 伊凱拉
伊凱拉是剛果民主共和國的城鎮，由楚阿帕省負責管轄，位於該國中部博恩代以東的楚阿帕河畔，該鎮在第二次剛果戰爭中受到嚴重破壞，2010年人口15,214。

## 外部連結
- Mines Advisory Group on the Zanga-Zanga group operations in Ikela